# I solnedgången (album)
I solnedgången är ett album av Mando Diao från 2020, där bandet sjunger tonsättningar av såväl klassiska dikter av Gustaf Fröding, Karin Boye och Nils Ferlin men även låtar som är nyskrivna av främst sångaren Björn Dixgårds föräldrar, Hans Dixgård och Malin Holmlin. En av låtarna är även skriven av bandets gitarrist, Jens Siverstedt, och en annan låt av bandets basist Carl-Johan Fogelklou.

## Produktion
De låtar som är tonsatta dikter är titelspåret, I solnedgången (av Gustaf Fröding), Kvällstilla och Stjärnornas tröst (båda av Karin Boye), samt Tid tröste (av Nils Ferlin). De låtar som är skrivna av Hans Dixgård och Malin Holmlin är Långsamt, Sparven, Stigen, samt Vaggvisa under Stora Björn och Själens skrubbsår. Gitarristen Jens Siverstedt har skrivit Sorgen;   basisten Carl-Johan Fogelklou har skrivit den instrumentala låten Kullen vid sjön, som enligt honom själv är en hyllning till Kinnekulle.
Inspelningen av albumet tog fyra dagar och ägde rum i ett gammalt missionshus strax norr om Koppslahyttan utanför Borlänge. Under inspelningen användes endast två mikrofoner.

## Låtlista
Albumet innehåller följande låtar:
| Nr  | Titel                      | Längd |
| --- | -------------------------- | ----- |
| 1.  | I solnedgången             | 2:56  |
| 2.  | Kvällstilla                | 2:59  |
| 3.  | Långsamt                   | 3:56  |
| 4.  | Stjärnornas tröst          | 4:14  |
| 5.  | Sparven                    | 2:40  |
| 6.  | Sorgen                     | 3:04  |
| 7.  | Stigen                     | 2:34  |
| 8.  | Själens skrubbsår          | 3:43  |
| 9.  | Kullen vid sjön            | 2:45  |
| 10. | Vaggvisa under Stora Björn | 2:01  |
| 11. | Tid tröste                 | 3:09  |